# Фридрих II фон Хомбург
Фридрих II фон Хомбург (на немски: Friedrich II, Graf von Homburg; * пр. 1251; † сл. 1274) е граф на Хомбург.

## Поизход и наследство
Той е син на граф Дитрих II фон Хомбург († сл. 1234) и Ида († сл. 1270). Внук е на граф Фридрих I фон Хомбург († 1204) и правунк на граф Дитрих фон Мербург и Хомбург († сл. 1182). Праправнук на граф Дитрих фон Хюнебург († пр. 1159) и Аделхайд фон Хабсбург, дъщеря на граф Ото II фон Хабсбург († 1111). Потомък е на граф Готфрид I фон Близкастел († сл. 1127).
Замъкът Хоенбург е през 12 век седалище на графовете фон Хомбург. След смъртта на последния граф фон Хомбург през 1449 г. замъкът и градът отиват на графовете фон Насау-Саарбрюкен.

## Фамилия
Първи брак: с фон Сарверден, дъщеря на граф Лудвиг III фон Сарверден († сл. 1246) и Агнес фон Саарбрюкен († сл. 1261), дъщеря на граф Хайнрих I фон Цвайбрюкен († 1228) и принцеса Хедвиг от Лотарингия-Бич († сл. 1228). Те имат двама сина:
- Лудвиг фон Сарверден-Хомбург († сл. 1311), женен за Биела фон Саарбрюкен († сл. 1284), дъщеря на Боемунд I фон Саарбрюкен († 1308)
- Фридрих фон Хомбург († сл. 1272)

Втори брак: с Лукарда фон Боемелбург († пр. 1251). Те нямат деца.
Трети брак: сл. 1251 г. с Юта († сл. 1251). Те имат двама сина:
- Филип фон Хомбург († 1284), женен за Маргарета фон Оксенщайн († сл. 1302), незаконна дъщеря на граф Ото III фон Оксенщайн († 1289/1290)
- Дитрих фон Хомбург († сл. 1282)